# Vincent Louis Gotti
Vincent Louis Gotti, italijanski dominikanec, teolog, kardinal, * 5. september 1664, Bologna, † 18. september 1742.
1. 1 2  Busolini D. Dizionario Biografico degli Italiani — 2002. — Vol. 58.
2. ↑  data.bnf.fr: platforma za odprte podatke — 2011.